# Вилхелм Фридрих (Бранденбург-Ансбах)
Вилхелм Фридрих фон Бранденбург-Ансбах (на немски: Wilhelm Friedrich von Brandenburg-Ansbach; * 8 януари 1686, Ансбах; † 7 януари 1723, Унтеррайхенбах) от фамилията Хоенцолерн, е от 1703 г. до смъртта си маркграф на франкското Княжество Ансбах.

## Живот
Той е син на маркграф Йохан Фридрих фон Бранденбург-Ансбах (1654 – 1686) и втората му съпруга Елеонора фон Саксония-Айзенах (1662 – 1696), дъщеря на херцог Йохан Георг I. По-голямата му сестра Каролина (1683 – 1737) е кралица на Великобритания, омъжена през 1705 г. за крал Джордж II от Великобритания (1683 – 1760).
Вилхелм Фридрих наследява още непълнолетен през 1703 г. по-големия си полубрат Георг Фридрих II като маркграф на Ансбах под опекунство. Още като наследствен принц той е командир на франкски пехотен полк. Като маркграф Вилхелм ръководи императорските кавалеристи в Ансбах (1718 – 1723).

## Фамилия
Вилхелм Фридрих се жени на 28 август 1709 г. в Щутгарт за първата си братовчедка принцеса Кристиана Шарлота фон Вюртемберг-Винентал (* 20 август 1694; † 25 декември 1729), дъщеря на херцог Фридрих Карл фон Вюртемберг-Винентал и Елеонора Юлиана фон Бранденбург-Ансбах. Двамата имат децата:
- Карл Вилхелм Фридрих (1712 – 1757), маркграф на Бранденбург-Ансбах, женен на 30 май 1729 г. в Берлин за Фридерика Луиза Пруска (1714 – 1784), дъщеря на крал Фридрих Вилхелм I.
- Елеонора (1713 – 1714)
- Фридрих Карл (1715 – 1716)

Вилхелм Фридрих има с Каролина фон Рейстендорф двама извънбрачни сина:
- Фридрих Вилхелм фон Рейстендорф (1718 – 1742);
- Фридрих Карл фон Рейстендорф (1718 – 1779).